# Сметс, Люсиан
Люсиан Сметс (фр. Lucian Smeets) — бельгийский фальсификатор почтовых марок, работавший примерно в начале 1900-х годов.
Сметс использовал сложный метод: он брал оригинальную почтовую марку с правильной зубцовкой, бумагой и водяным знаком для той марки, которую он хотел подделать, высветлял напечатанное изображение и затем печатал на марке с выведенным рисунком новый рисунок нужной почтовой марки.
Считается, что среди подделанных Сметсом почтовых марок есть следующие:
- почтовые марки протектората Британских Соломоновых Островов с изображением каноэ
- британские марки викторианской эпохи[1]
- Невис[2]
- сербские почтовые марки 1901 и 1904 годов